# Font del Llinar
La Font del Llinar és una font del terme municipal d'Isona i Conca Dellà, en territori del poble de Siall, de l'antic municipi d'Isona.
Està situada a 976 m d'altitud, a l'esquerra del riu del Llinar, a l'Obaga dels Cóms. Queda al nord-est de Siall i al sud-oest del Mullol. És en un contrafort nord-occidental de la Serra Mitjana. És a prop de l'extrem nord-est del municipi.